# Charles H. Fine
Charles H. Fine (* 20. Jahrhundert) ist Hochschullehrer an der MIT Sloan School of Management und Unternehmensberater.

## Lebenslauf
Fine erwarb seinen Bachelor of Arts in Mathematik und Management 1978 an der Duke University in Durham, North Carolina. Seinen Master of Science in Operations Research machte er 1981 an der Stanford University, wo er ebenfalls, 1983, in Entscheidungstheorie promovierte.
Fine ist Professor für „operations strategy and supply chain management“ an der MIT's Sloan School of Management und leitet das Communications Futures Program des MIT. Am MIT ist er seit 1983 beschäftigt. Er ist der Autor des Buches Clockspeed aus dem Jahr 1998, dem Schlussbericht zur dritten Forschungsphase des International Motor Vehicle Program (IMVP).
Parallel ist Fine im Board of Directors der GreenFuel Technologies Corporation, einer Biotechnologiefirma, die er mitgegründet hat. Weiterhin ist er im Leitungsgremium des Executive Education Programmes Driving Strategic Innovation, welches ein Joint Venture zwischen der MIT Sloan School of Management und dem International Institute for Management Development ist und ebenfalls beim IMVP.

## Werke (Auszug)
- 1985: Manufacturing strategy : a methodology and an illustration
- 1998: Clockspeed : Winning Industry Control in the Age of Temporary Advantage, ISBN 978-0738200019
- 1999: Clockspeed, Hoffmann und Campe, ISBN 978-3455112641
- 2000: El Nuevo Ciclo Empresarial, ISBN 978-8449309427